# کورکی (خنج)
کورکی (خنج)، روستایی از توابع بخش محمله شهرستان خنج در استان فارس ایران است.

## جمعیت
این روستا در دهستان محمله قرار دارد و بر اساس سرشماری مرکز آمار ایران در سال ۱۳۸۵، جمعیت آن ۶۶ نفر (۱۱ خانوار) بوده‌است.